# Thames Water
Thames Water est une entreprise britannique chargée de la gestion de l’eau potable et des eaux usées dans l'agglomération de Londres.